# زمین‌لرزه ژوئیه ۱۹۷۱ شیلی
زمین‌لرزه شیلی  در تاریخ ۹ ژوئیه ۱۹۷۱ میلادی، برابر با ‎۱۸ تیر ۱۳۵۰، ساعت ۳:۰۳:۱۹ به زمان یوتی‌سی در شیلی رخ داد. ژرفای این زلزله ۵۹ کیلومتر بود. بزرگی آن ۷٫۸ در مقیاس Mw اعلام شده‌است. زمین‌لرزه به وقت محلی در روز پنج‌شنبه، ساعت ۲۳ روی داده و منطقه زمانی آن یوتی‌سی -۴ بوده‌است (با لحاظ تغییر ساعت تابستانی).
سازمان زمین‌شناسی آمریکا نیز جای این زمین‌لرزه را در مختصات ۳۲°۳۰′جنوبی ۷۱°۱۲′غربی / ۳۲٫۵°جنوبی ۷۱٫۲°غربی و بزرگی آنرا برابر با ۷٫۵ در مقیاس ریشتر اعلام کرده‌است. ژرفای گزارش شده از سوی این سازمان ۵۸ کیلومتر می‌باشد.
شمار کشتگان زلزله حدود ۸۳ نفر بوده‌است.تعداد زخمیان ۴۴۷ نفر برآورده شده‌است.سونامی نیز در این زلزله گزارش شده‌است.